# سانا نیاسی
سانا نیاسی (انگلیسی: Sanna Nyassi؛ زادهٔ ۳۱ ژانویهٔ ۱۹۸۹) بازیکن فوتبال اهل گامبیا است.
از باشگاه‌هایی که در آن بازی کرده است می‌توان به باشگاه فوتبال مونترال، باشگاه فوتبال سیاتل ساندرز، باشگاه فوتبال شیکاگو فایر، باشگاه فوتبال سن خوزه ارث‌کوئیکز، باشگاه فوتبال کلرادو رپیدز، و باشگاه فوتبال ونکوور وایتکپس اشاره کرد.
وی همچنین در تیم‌های ملی فوتبال زیر ۱۷ سال گامبیا و زیر ۲۰ سال گامبیا و گامبیا، بازی کرده است.